# Laurence Bradshaw

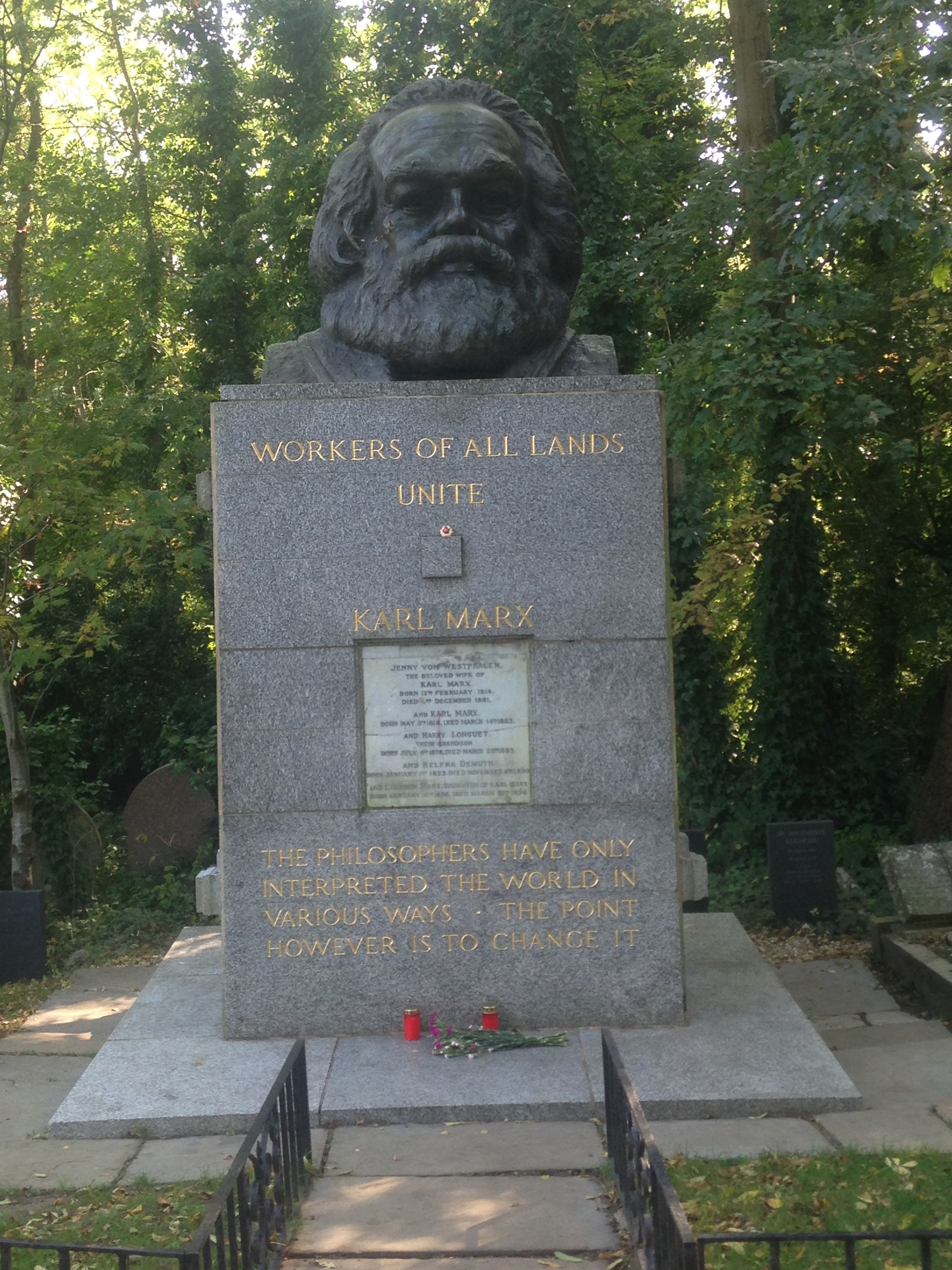
Grób Karla Marxa

Laurence Henderson Bradshaw (ur. 1 kwietnia 1899 w Liscard, zm. 11 marca 1978) – brytyjski rzeźbiarz, malarz i grafik. Od lat trzydziestych członek Komunistycznej Partii Wielkiej Brytanii.
Wykształcenie wyższe uzyskał na Uniwersytecie w Liverpoolu oraz Liverpool School of Art. Swój kunszt artystyczny szlifował także w Londynie i Paryżu. W latach dwudziestych pracował jako asystent Franka Brangwyna.
Jednym z najbardziej znanych dzieł Bradshawa jest wykonany w 1956 roku grób Karla Marxa na cmentarzu Highgate w Londynie.